# Bojtos Luca
Bojtos Luca (Budapest, 1992. december 5. –) magyar operaénekes, énekművész, színművész.

## Életpályája
Már gyermekként szerepelt a Budapesti Operettszínházban, az "A muzsika hangja" című előadásban. 2015-ben diplomázott a Liszt Ferenc Zeneművészeti Egyetem operaénekművész szakán, majd szerepelt több operában is. 2018-tól szerepel rendszeresen a Budapesti Operettszínház előadásaiban.

## Színházi szerepei

### Budapesti Operettszínház
- A cirkuszhercegnő (Mabel Gibson)
- A mosoly országa (Mi, a herceg testvére)
- Az Orfeum mágusa (Ábrándy Bella)
- Csárdáskirálynő (Stázi)
- Hamupipőke (Firtos, tündérkiálynő)
- Mária főhadnagy (Panni)
- Marica grófnő (Liza)
- Kékszakáll (Fleurette)